# Flatskär (öster Sottunga, Åland)
Flatskär är en ö i Åland (Finland). Den ligger i Skärgårdshavet och i kommunen Sottunga i landskapet Åland, i den sydvästra delen av landet. Ön ligger omkring 43 kilometer öster om Mariehamn och omkring 230 kilometer väster om Helsingfors.
Öns area är 11,3 hektar och dess största längd är 490 meter i nord-sydlig riktning. Ön höjer sig omkring 10 meter över havsytan.